# 자유주의 (교육사상)
자유주의 교육사상(自由主義敎育思想)은 개인에 대한 '구속 없는 상태'에서 개성의 자유·활발한 신장을 강조하는 사상이다.
19세기 후반에 나타난 획일적 주지주의(主知主義)의 반동으로 나타난 것으로 특히 루소(J. J. Rousseau, 1712-1778)의 영향을 많이 받았다. 루소는 그의 교육소설 〈에밀〉(Emile)에서 "아동은 성인의 축소형이 아니다. 아동은 아동으로서의 독자적 세계와 인격이 있다"라고 하면서 아동을 억압·구속하는 기성사회·문화를 좋지 않은 것으로 보고 자연의 과정에 따른 교육을 주장하는 자연주의 교육설을 주장하였는데, 자유주의 사상가들은 이를 배경으로 아동 인격의 독자성과 그 내부 성능의 자유스러운 발전을 교육목적으로 하고 있다.  교육내용과 방법도 일정한 교과목을 일정한 교실 안에서 주입하기보다 표본·실물이 있는 진열장에서 아동 스스로의 관찰을 통한 학습과 정서의 함양을 중시하고 있다. 모든 외적인 주입(注入) 및 구속(拘束) 같은 것은 낡은 교육방법으로 보고 되도록이면 아동 자신의 활발한 개성신장을 도모할 수 있는 독창적 방법을 체득한 교사를 요구한다.

## 주요 사상가
- 엘렌 케이
- 루트비히 구를리트
- 마리아 몬테소리

## 같이 보기
- 자유주의
- 교육사상